# Hugo Arana
Hugo Arana (Pehuajó partido, 1943. július 23. – Buenos Aires, 2020. október 11.) argentin színész.

## Fontosabb filmjei
Mozifilmek
- La balada del regreso (1974)
- Visszatérés (Volver) (1982)
- A hivatalos változat (La historia oficial) (1985)
- Chorros (1987)
- Egy hely a világban (Un lugar en el mundo) (1992)
- A szív sötét oldala (El lado oscuro del corazón) (1992)
- El verso (1996)
- El Che (1997)
- Dibu 2: La venganza de Nasty (1998)
- El viaje hacia el mar (2003)
- Cautiva (2003)
- Peligrosa obsesión (2004)
- Űrhajós zűrben (Chile Puede) (2008)
- No mires para abajo (2008)
- Muerte en Buenos Aires (2014)
- Pistas para volver a casa (2014)
- Angelita la doctora (2016)
- Soldado Argentino solo conocido por Dios (2016)
- Delicia (2017)
- Te esperaré (2017)
- Yanka y el espíritu del volcán (2018)
- Re loca (2018)
- Camino Sinuoso (2018)
- La Funeraria (2020)

Tv.sorozatok
- Papá corazón (1973, 103 epizódban)
- La banda del Golden Rocket (1991–1993, 69 epizódban)
- Buenos vecinos (1999–2000, 306 epizódban)
- Mindörökké Júlia! (Resistiré) (2003, 220 epizódban)
- Gyilkos nők (Mujeres asesinas) (2005, egy epizódban)
- Los exitosos Pells (2008–2009, 158 epizódban)
- Los vecinos en guerra (2013, 135 epizódban)
- La Leona (2016, 101 epizódban)
- A majdnem boldog ember (Casi Feliz) (2020, két epizódban)